# Serafino Macchiati
Serafino Macchiati (1861-1916) est un peintre italien, proche du courant divisionniste. Illustrateur, il passa une partie de sa vie entre son pays et Paris.

## Biographie
Serafino Macchiati est né le 17 janvier 1861 à Camerino, fils de Primo Macchiati, professeur et Venanzia Bartolini. Désireux d'indépendance, il entre à académie des beaux-arts de Bologne avant 1880, puis se rend à Rome. Là, il travaille pour La Tribuna illustrata et gagne sa vie comme illustrateur. Il fréquente la vie intellectuelle de la capitale italienne, rencontre les peintres Giacomo Balla, Gino Severini, ou Vittore Grubicy (en) (1851-1920) qui est avant tout marchand d'art. Macchiati commence à travailler en 1887 pour Grubicy jusqu'en 1890.
En 1898, l'éditeur français Alphonse Lemerre lui propose d'illustrer une collection de livres de Paul Bourget ; Serafino y fait venir son fils Giuseppe, né en 1896. En 1900, il est rejoint par Grubicy et Balla à Fontenay-aux-Roses, où il vit désormais avec son fils et son modèle, Marie, pour peindre ensemble, s'inscrivant dans la mouvance post-impressionniste des recherches liées au divisionnisme, produisant des paysages de la banlieue et de la capitale ; Mario Sironi leur rend visite.
En 1901, il expose au Salon des artistes français, une suite de onze dessins à connotation fantastique. Il reparaît au Salon de 1902 à 1904, et présente en plus de dessins, des aquarelles.
Il fait de nombreux envois originaux à des périodiques dont Je sais tout (1906-1911), invité par son ami Henri Barbusse, mais aussi au Figaro illustré, ou encore à l'Illustrirte Zeitung (Leipzig). En 1912, il ouvre un cours de peinture à Paris avec l'aide d'un ami peintre, Ugo Malvano.
Il poursuit diverses collaborations avec des éditeurs de livres d'art aussi bien en France qu'en Italie, et passe les dix-huit dernières années de sa vie à Paris, où il meurt le 12 décembre 1916.
Relativement oublié, son travail a de son vivant été valorisé par Vittorio Pica, entre autres dans Emporium. Pica l'invite à monter une première œuvre à la Biennale de Venise en 1907, puis à la première biennale de Faenza en 1908. En 1910, il est fait chevalier de l'Ordre de la Couronne d'Italie. En 1922, Pica organise une exposition posthume de son travail à la Biennale de Venise, puis à Milan l'année suivante. Une exposition importante est organisée à Turin en 1971, puis, paraissent des études et monographies au début des années 2000 qui permettent de mieux connaître cet artiste marqué par l'école impressionniste et les avant-gardes des années 1900.

## Œuvre

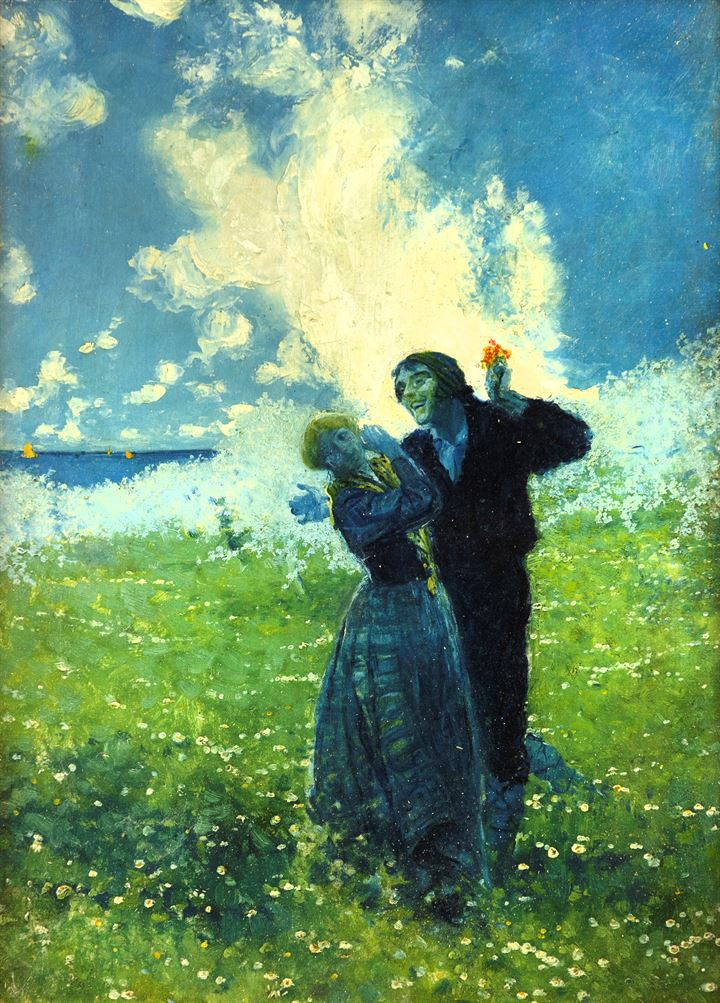
L'Amour en bleu, peinture non localisée.

### Conservation
- Musée Gallé-Juillet (Creil) :
  - Homme lisant, dessin, 1898[8].
- Musée d'Orsay (Paris) :
  - Le Visionnaire, huile sur toile, 1904[9].
  - Heure automnale, huile sur toile, 1914[10].
  - Arbres en fleurs, huile sur toile, avant 1916[11].
- Bottegantica (Bologne)[1] :
  - Paesaggio, 1903.
- Château des Sforza (Milan)[1] :
  - Interno di chiesa, 1888.
- Collezione Banzatti (Milan)[1] :
  - Autoritratto, 1890.

### Ouvrages illustrés
- Paul Bourget, Un cœur de femme, Paris, Alphonse Lemerre, 1899.
- Paul Bourget, La Terre promise, Paris, A. Lemerre, 1899.
- André Theuriet, Amour d'automne, Paris, A. Lemerre, 1900.
- [collectif], Dante, La Divine Comédie, Florence, Fratelli Alinari, 1902-1903.
- Marcel Prévost, Lettres de femmes. Le jardin secret, avec Pietro Scoppetta, Paris, A. Fayard, 1907.
- Ferdinand Fabre, Julien Savignac, Paris, Pierre Lafitte, 1910.
- Jacques des Gachons, La Maison des dames Renoir, Paris, P. Lafitte, 1912.